# Mesomyia marieps
Mesomyia marieps är en tvåvingeart som beskrevs av Usher 1965. Mesomyia marieps ingår i släktet Mesomyia och familjen bromsar. Inga underarter finns listade i Catalogue of Life.